# Rodrigo Barrera
Rodrigo Hernán Barrera Funes (født 30. oktober 1970 i Santiago, Chile) er en tidligere chilensk fodboldspiller (angriber).
Barrera tilbragte størstedelen af sin karriere i hjemlandet, hvor han primært spillede for Santiago-storklubberne Universidad Católica og Universidad de Chile. Han var med til at vinde det chilenske mesterskab med begge klubber. Han var desuden i en enkelt sæson tilknyttet Necaxa i Mexico, hvor han var med til at vinde det mexicanske mesterskab.
Barrera spillede desuden 22 kampe og scorede fem mål for det chilenske landshold. Han repræsenterede sit land ved VM i 1998 i Frankrig. Han kom dog ikke på banen i turneringen, hvor chilenerne blev slået ud i 1/8-finalen.